# Pyrorchis nigricans
Pyrorchis nigricans är en orkidéart som först beskrevs av Robert Brown, och fick sitt nu gällande namn av David Lloyd Jones och Mark Alwin Clements. Pyrorchis nigricans ingår i släktet Pyrorchis och familjen orkidéer. Inga underarter finns listade i Catalogue of Life.

## Bildgalleri

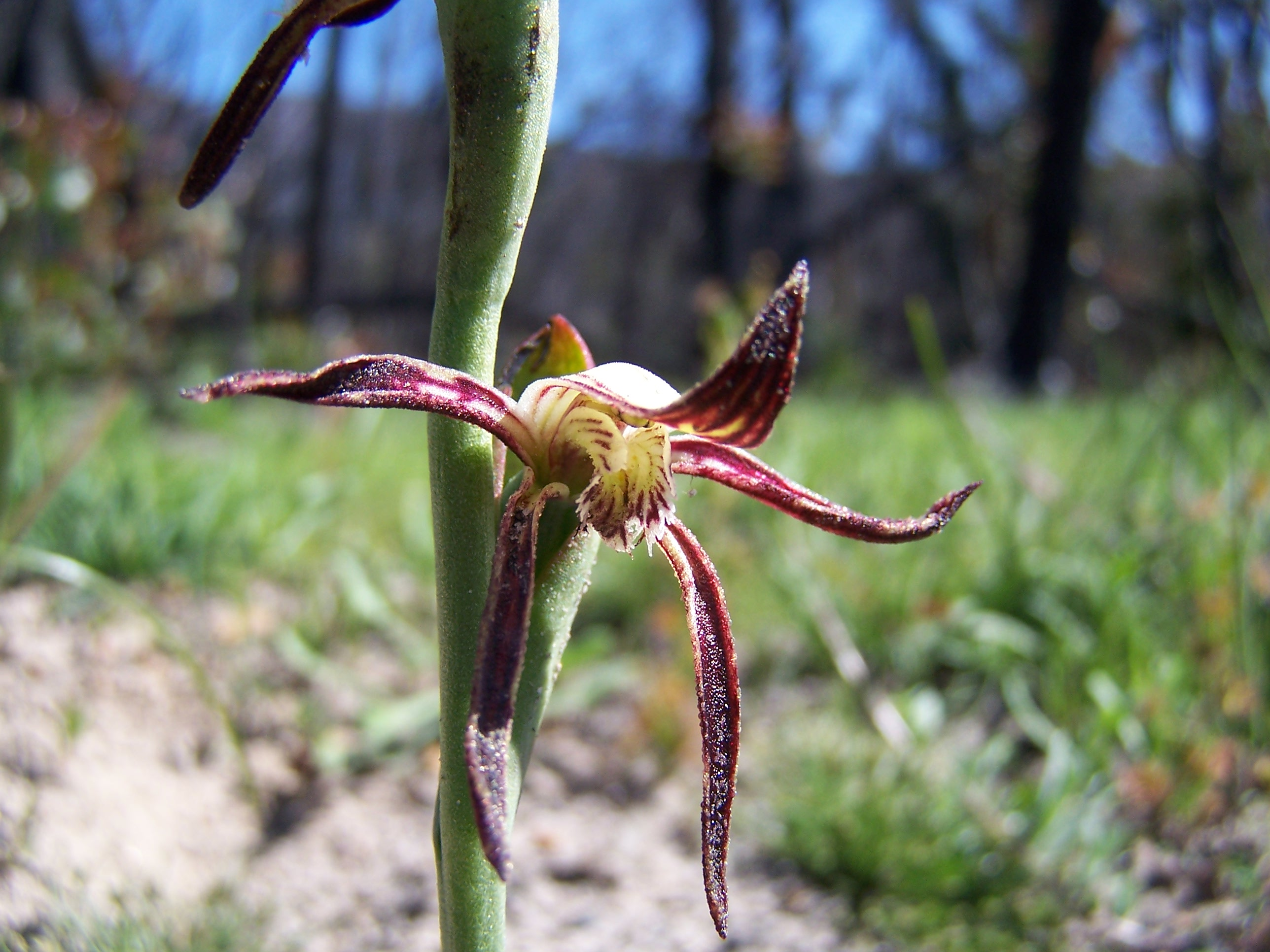
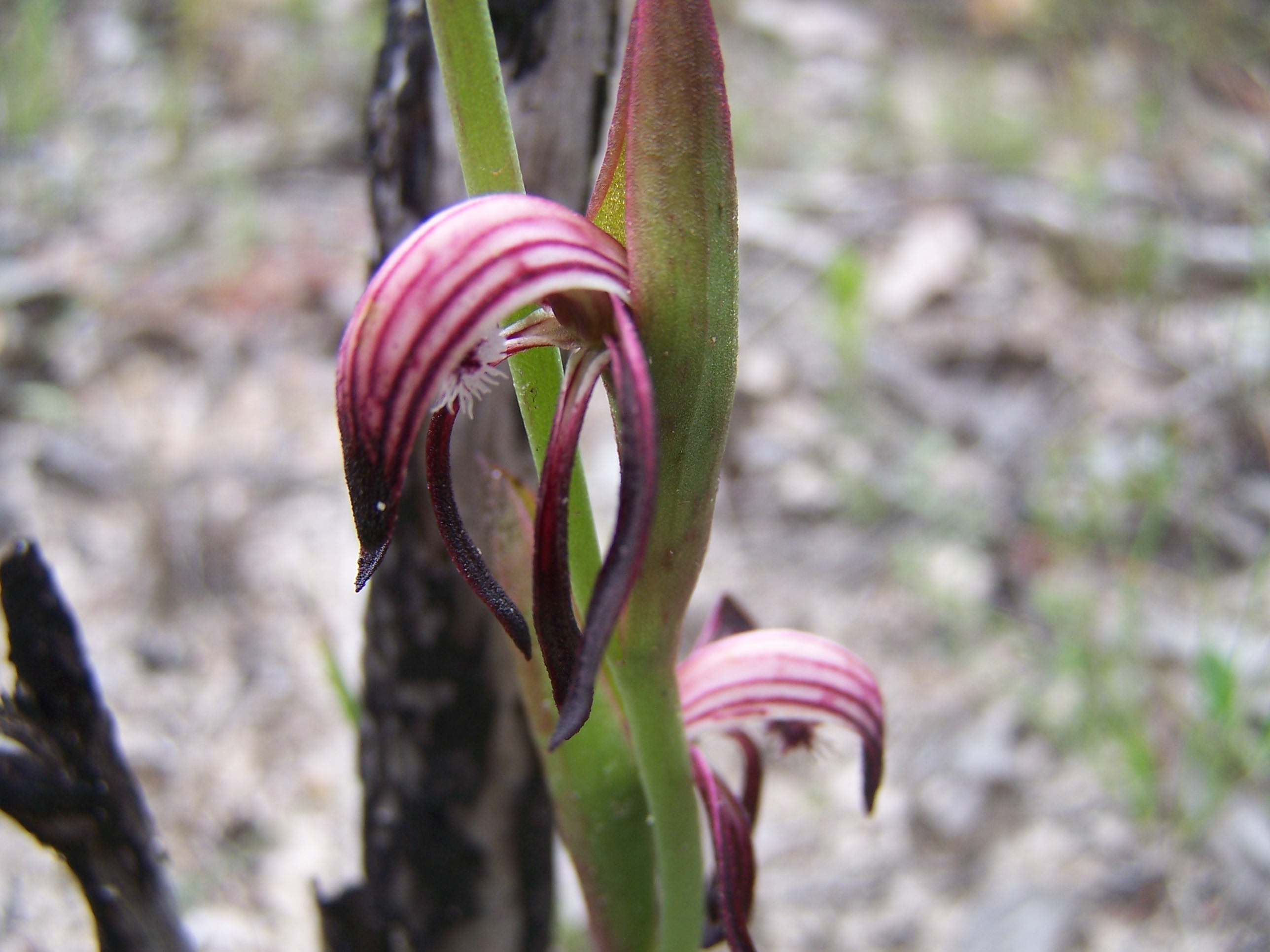
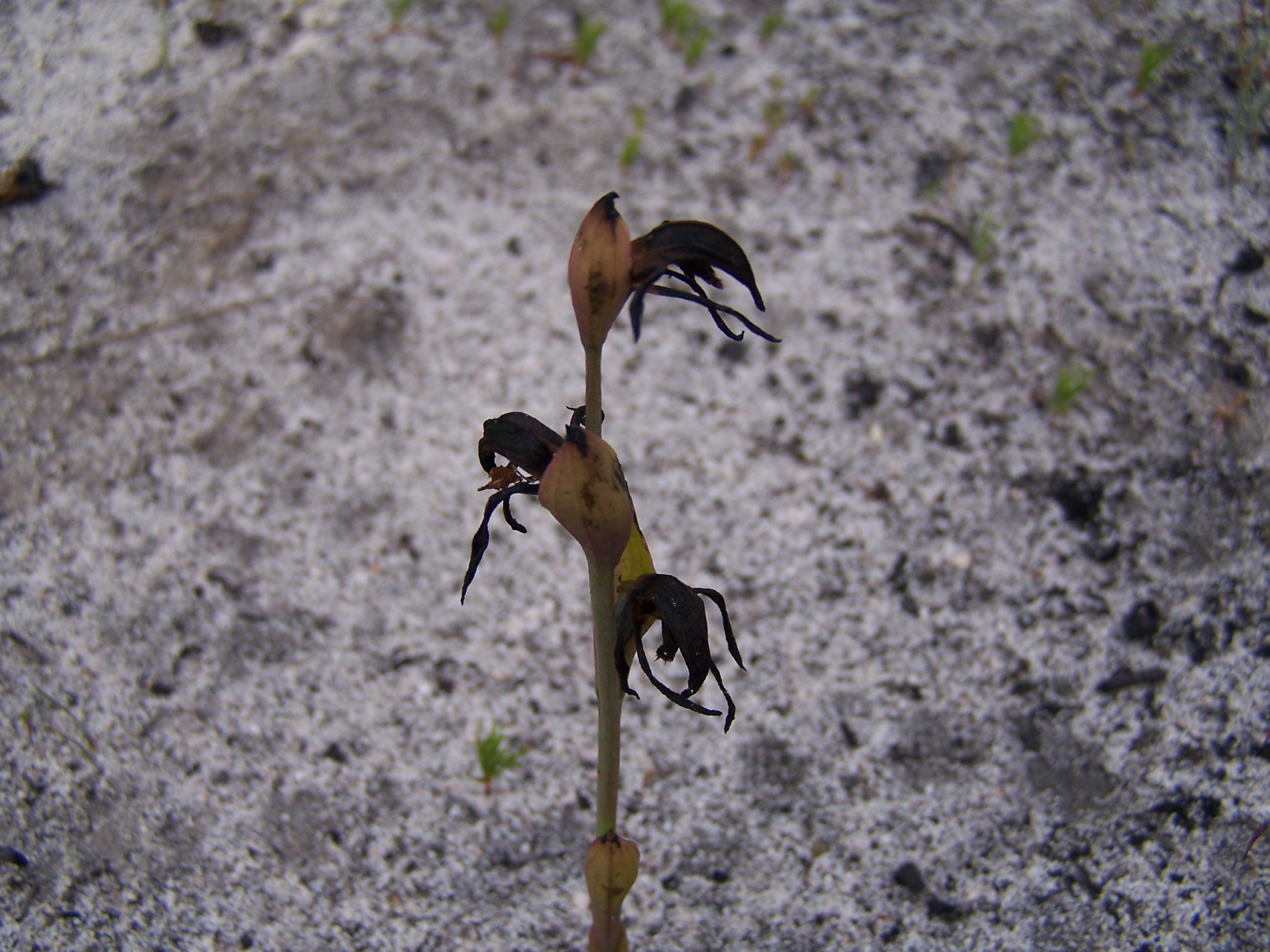